# Kivégzés

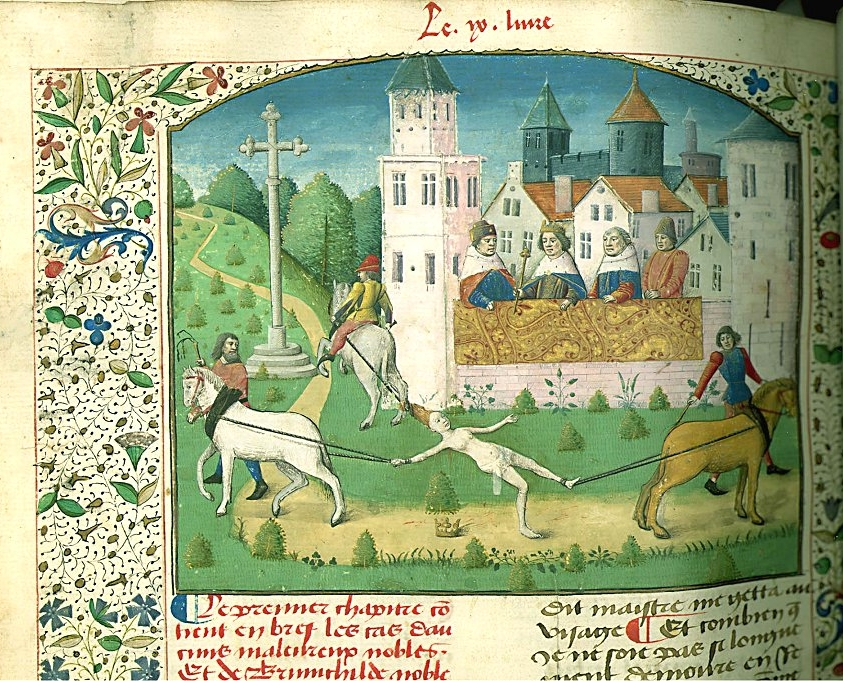
Brünhilde frank királynét lovakhoz kötözve kivégzik, miniatúra (1475)

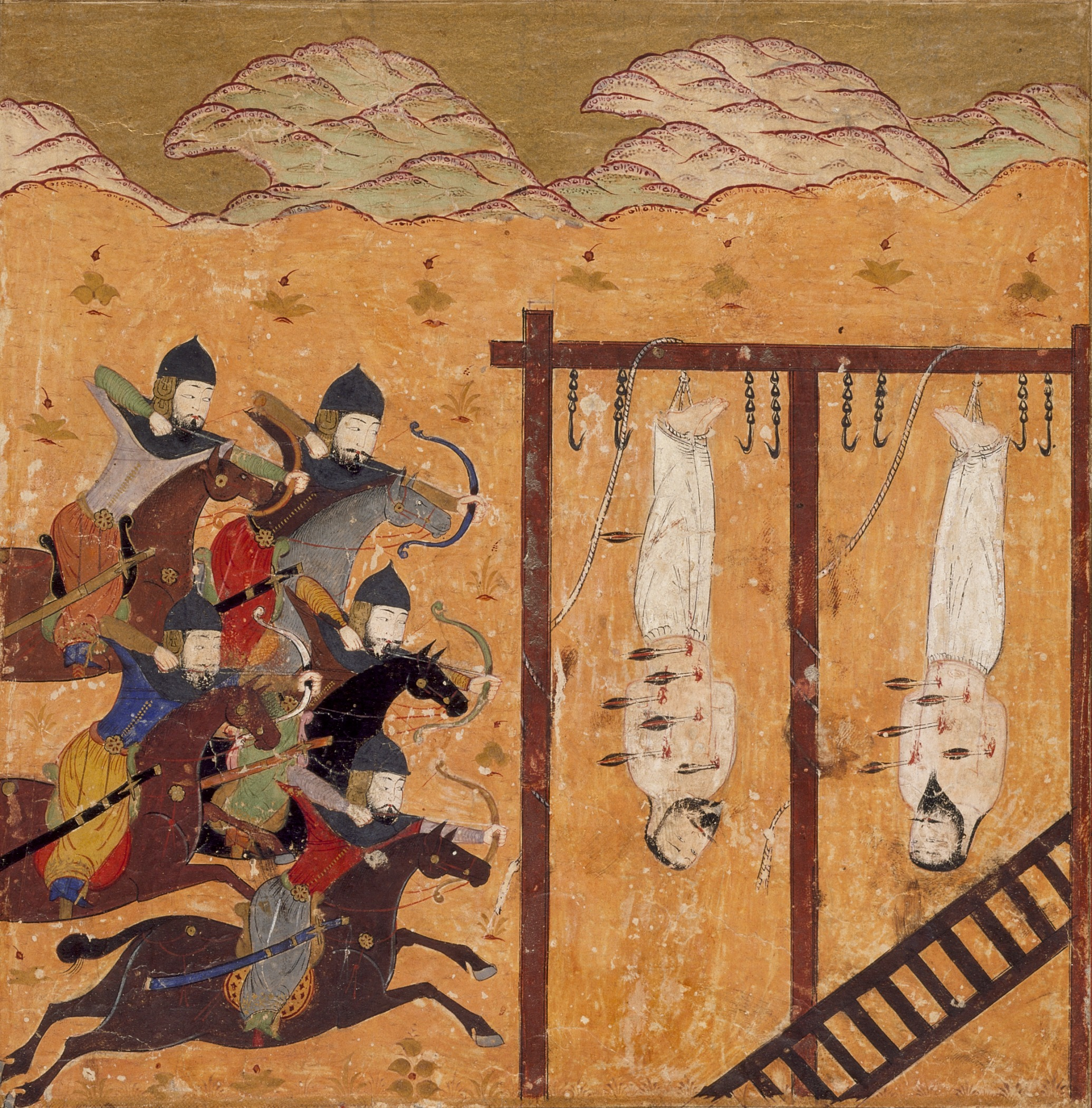
Kivégzés lenyilazással, illusztráció, Sáhnáme

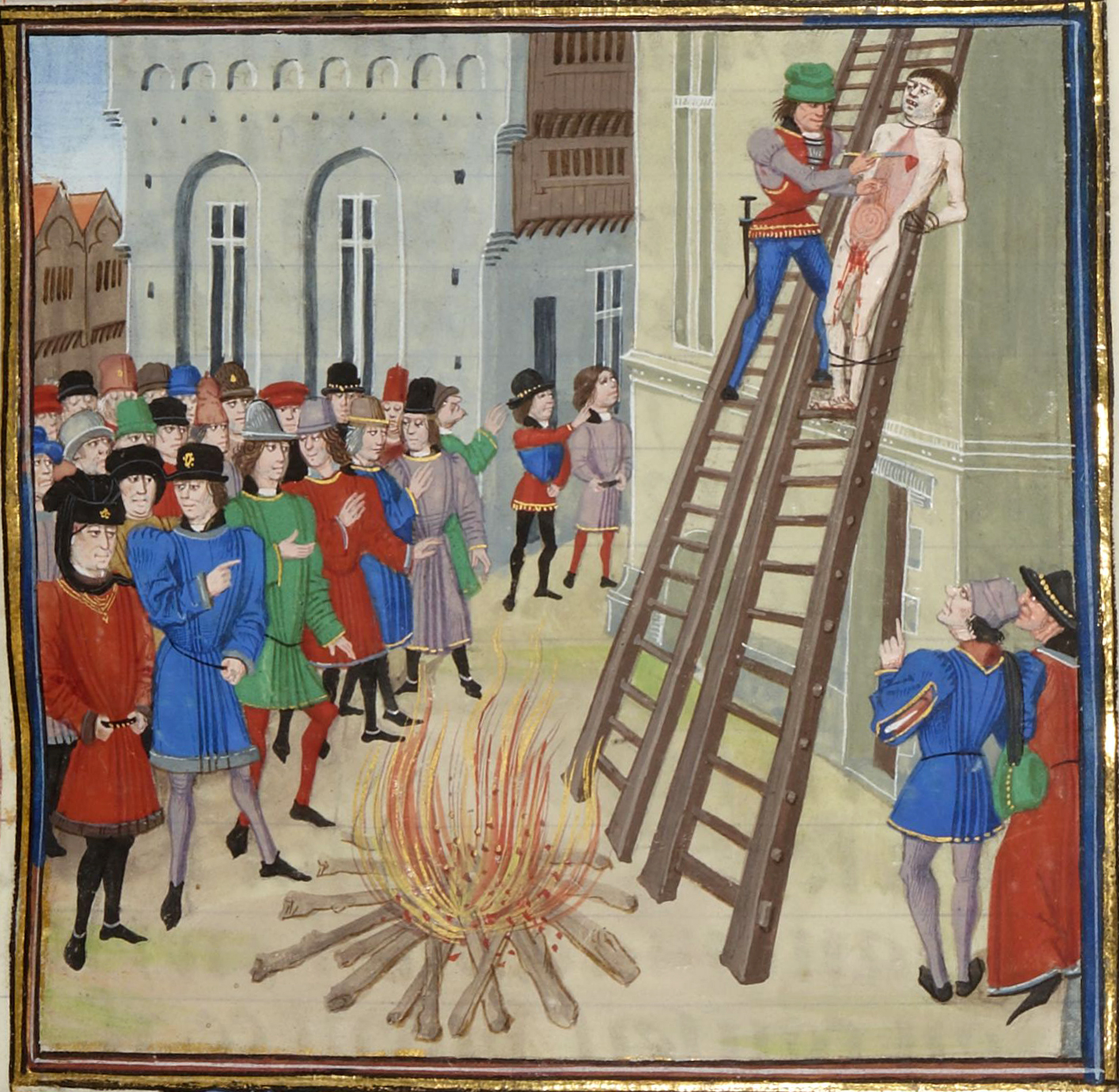
Középkori kivégzés máglyán

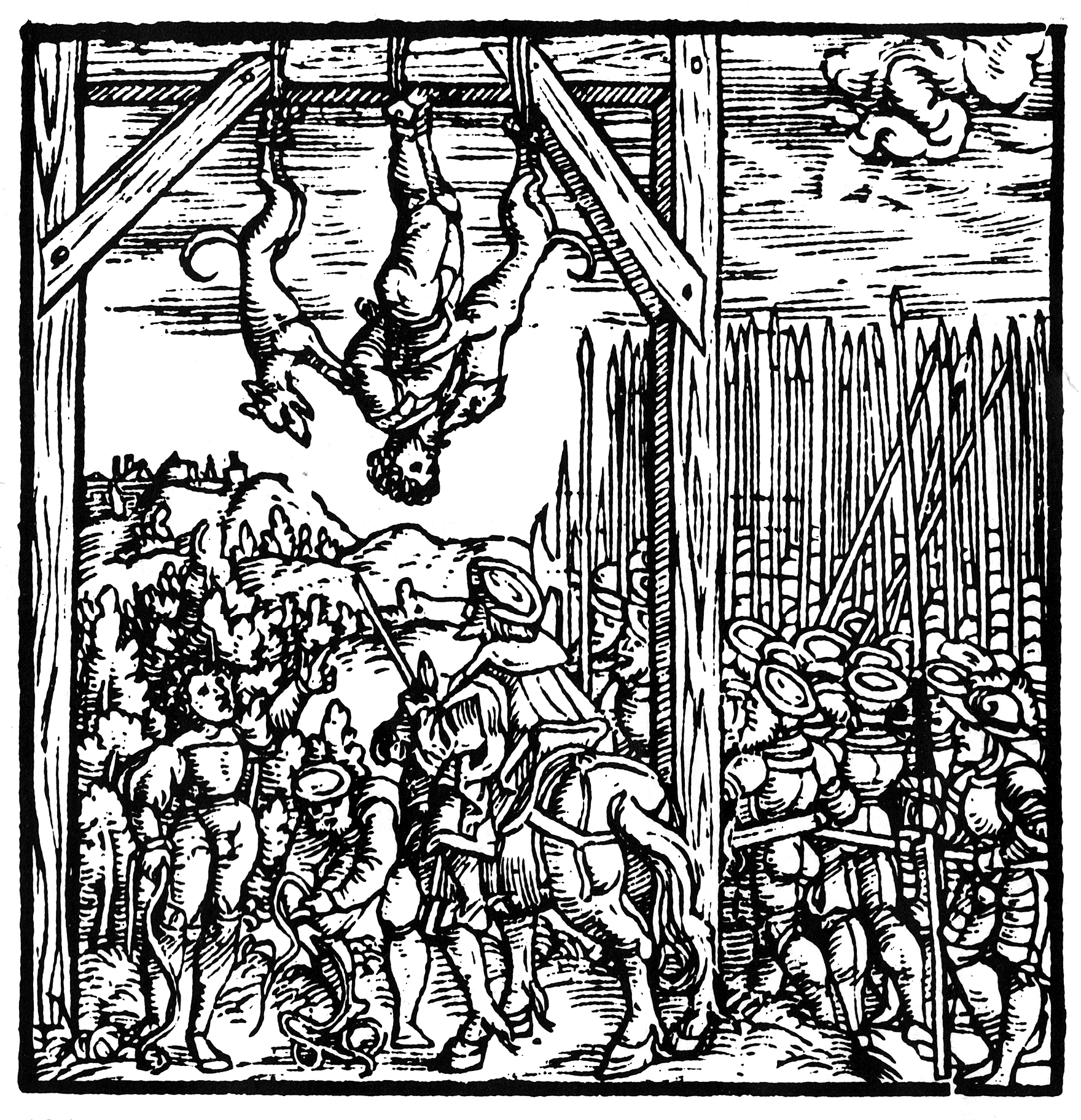
Élő ember élő kutyákkal történő együtt akasztása a középkorban

A kivégzés a kiszabott halálbüntetés végrehajtása, egy ember életének a kivégzés időpontjában hatályos törvények szerint történő jogszerű elvétele. Ezt egy (hóhér) vagy több ember (kivégzőosztag) hajtja végre. A kivégzésnek sok módja létezik vagy létezett a történelem folyamán. Napjainkra a jogállamokban az akasztás, a golyó általi halál, a gázkamra és a méreginjekció maradt használatban. Korábban a kivégzések nyilvánosan zajlottak, mivel ettől remélték elrettentő hatásukat, ám ehelyett inkább látványosságként tekintettek rá a nézők. Így a XIX. század végére zárttá váltak a kivégzések, ahol az ítéletet végrehajtókon kívül csak kevesen lehettek jelen. Főleg a középkorban és azt megelőzően a kivégzést megelőzte valamilyen testi kínzás, csonkítás is.

## Kivégzési módszerek

### Napjainkig használt

#### Akasztás
Az akasztás az elítélt felakasztása a nyakánál, kötéllel. Mivel a nyak létfontosságú szervei nem bírják el a test súlyát, ez egy élettel összeegyeztethetetlen állapot, és általában percek alatt halálhoz vezet.

#### Golyó általi halál
Főleg a fegyveres testületekkel, illetve a hadbíróságok által hozott halálos ítéletekkel társított kivégzési mód, amit legtöbbször kivégzőosztag hajt végre.

#### Méreginjekció
A jelenleg az Egyesült Államokban leggyakrabban használt kivégzési módszer. Az elítéltbe általában több lépésben különböző halálos mérgeket juttatnak. Elfogadhatósága mellett szóló legfontosabb érvek a fájdalommentessége és orvosi jellegű sterilitása.

### Ritka vagy elavult módszerek

#### Villamosszék
A kivégzés során az elítéltet egy székbe szíjazzák, majd a fejére, karjára és a lábára elektródákat rögzítenek. Ezután több fázisban különböző feszültségű váltóáramot kapcsolnak rá, melynek célja az idegrendszer összeomlásával előidézett szívbénulás. Csaknem kizárólag az USA alkalmazta, ott rendszeresített kivégzési mód volt egészen a legutóbbi időkig. Jelenleg általában méreginjekciót alkalmaznak helyette.

#### Gázkamra
Az elítéltet egy zárt helyiségbe vezetik, amelyet hermetikusan lezárnak, majd pedig mérges gázt juttatnak be. Bár általánosságban csak a legújabb korban használták, összezárt foglyok füsttel történő elkábítására már az ókorban is akadt példa. Az Egyesült Államokban egészen a múlt évtizedekig rendszeresített módszer volt, bár a villamosszék vagy a méreginjekció gyakoriságát soha nem érte el.

#### Lefejezés

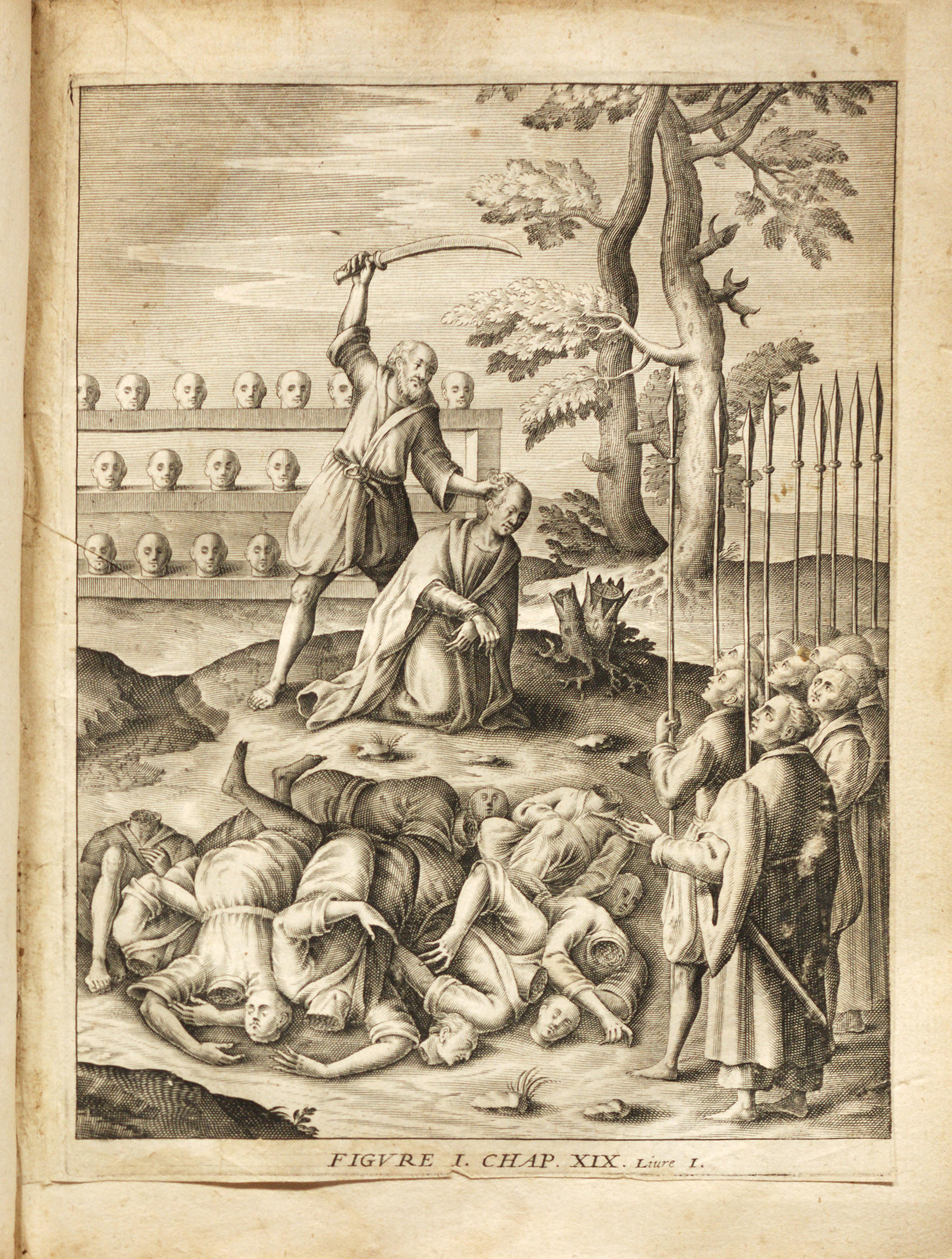
Csoportos lefejezés a középkorban

A kivégzés azon módja, amely által az elítélt fejét elválasztották a testétől. Az áldozatot egy fatuskó elé fektették vagy térdeltették, majd rögzítették a nyakat, hogy ne mozdulhasson el. Magát a nyakazást bárddal, pallossal végezték. A török hódoltság idején a rabokat karddal nyakazták le, ilyenkor az áldozat állt vagy térdelt. Ma is ez a kivégzés módja Szaúd-Arábiában, mely az egyetlen ország, ahol ma is végrehajtanak lefejezést. Még később az áldozatokat székre vagy speciálisan erre a célra kifejlesztett támlás székre ültették, gyakran fordítva.

#### Nyaktiló
A lefejezés változata a nyaktiló, ami a korábbi vágófegyveres végrehajtáshoz képest egy fa sínpáron lezuhanó súlyos vasbárd segítségével precíz, azonnali és biztos lefejezést okoz. Bár a XIII. századtól alkalmazták, a francia forradalom tette igazán ismertté (guillotine). Utoljára 1977-ben használták Franciaországban egy gyilkos lefejezésére.

#### Fojtópánt vagy garotte

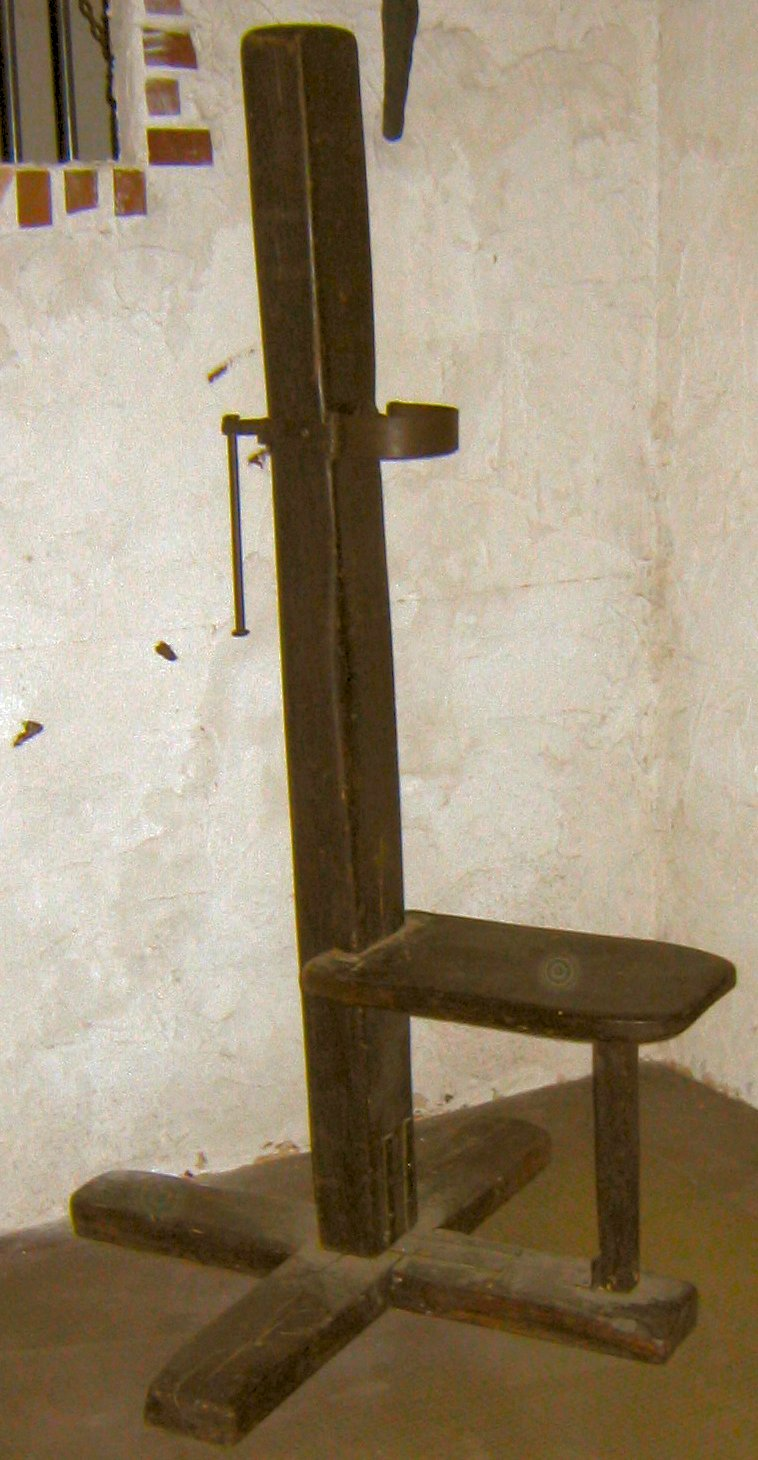
Fojtópánt

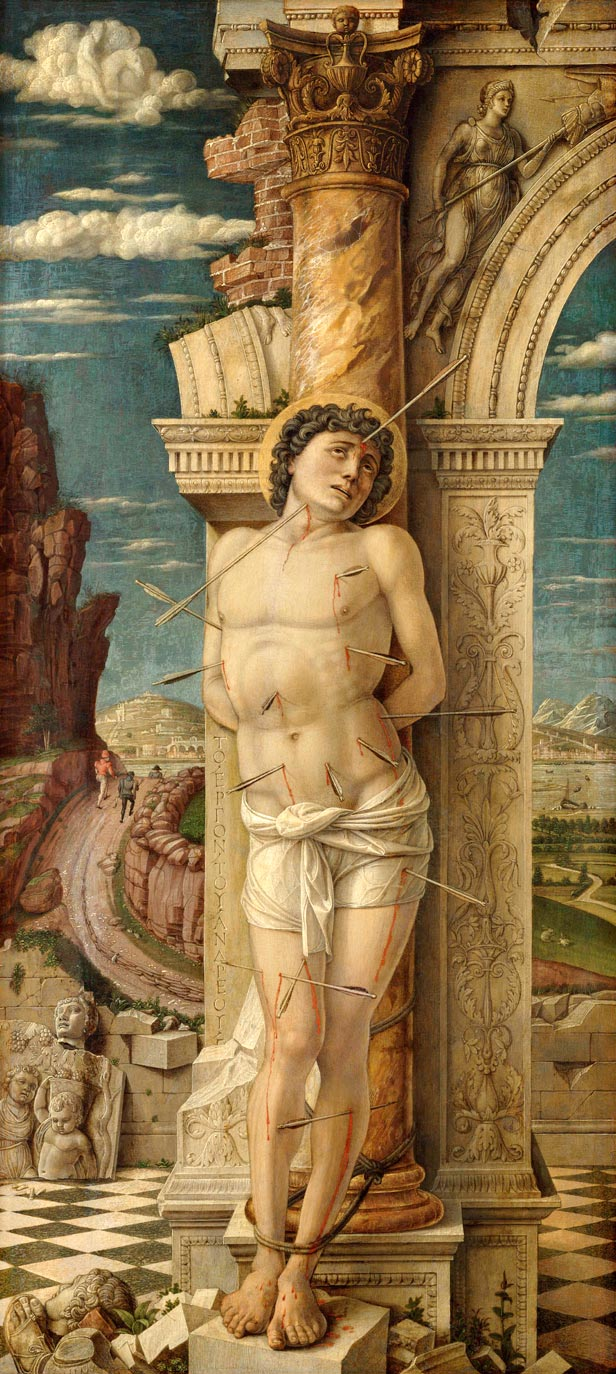
Andrea Mantegna: Szent Sebestyén, Bécs, Kunsthistorisches Museum

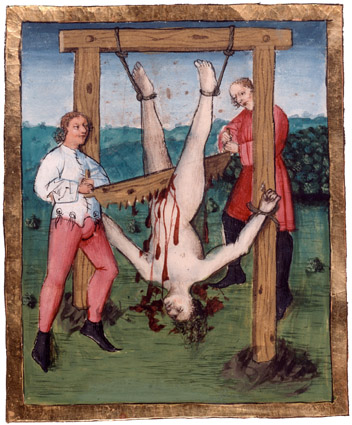
Fűrészelés

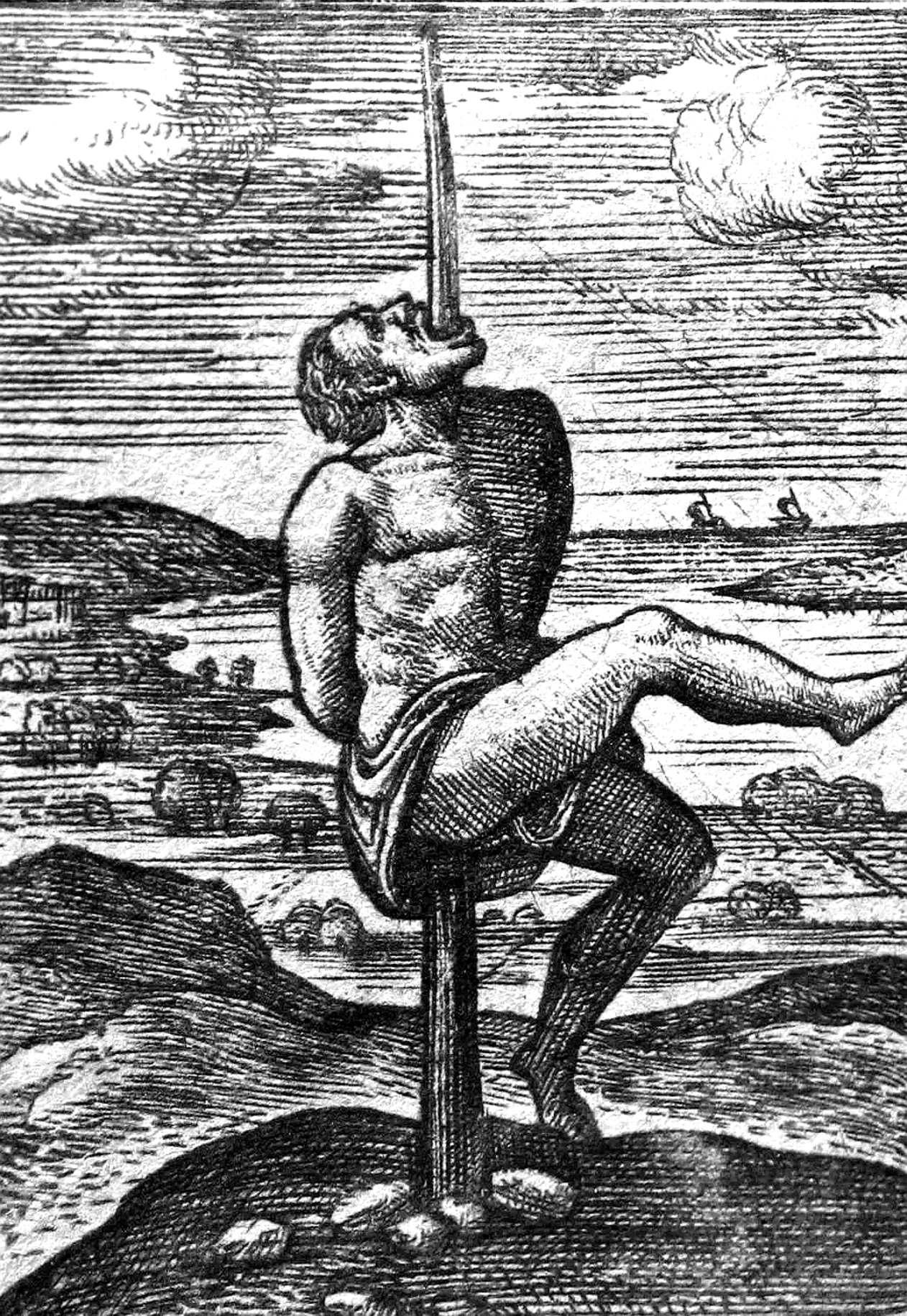
Karóba húzott ember (1593 körül)

Előfordultak ugyan kivégzések e primitív eszközzel önmagában is, igazából azonban a máglyán történő elégetésnél kaphatott szerepet. A büntetés enyhítését jelentette, ha a bíró elrendelte, hogy az áldozatot meg kell fojtani, mielőtt a tűz elemésztené, vagy a hóhér ezzel rövidíthette meg az elítélt szenvedését.
A garotte bevett kivégzési eszköz volt Spanyolországban még a 20. században is, mint a golyó általi halál alternatívája, de alkalmazták Amerika azon részein is, melyeket a spanyolok gyarmatosítottak és a 19. században a Fülöp-szigeteken is. A fojtópánt legegyszerűbb változata egy faoszlopból áll, melyen lyukat vágnak, és ezen vezetik át a hurkot. Az elítélt nyakára helyezik a hurkot, melyet az oszlop másik oldalán elhelyezkedő hóhér egy faléc elfordításával szorít meg, így fojtva meg a halálraítéltet. A garotte később alapvetően átalakult: a megfojtást nem a nyakon megfeszülő kötéllel idézték elő, hanem az elítélt nyakát egy, a hóhér által elforgatott menetes szerkezet segítségével a torka előtt rögzített vaspánthoz szorították. Ezzel egyidőben a menet végén egy acéltüske az elítélt nyakcsigolyájába fúródva a gerincvelő szakadását, vagyis viszonylag gyors eszméletvesztést idézett elő. A fulladás és a nyaki roncsolódás miatt nagy szenvedéssel járó halálnem.

#### Lenyilazás
A lőfegyverek elterjedése előtt alkalmazott kivégzési mód. A nyílpuskákkal felszerelt kivégzőosztag kemény acélvesszőt lőtt ki nagy sebességgel, mely több helyen átütve a testet, a golyó ütötte sebekhez hasonlóan okozta az áldozat halálát. Kivételes esetekben alkalmazott kivégzési eszköz, jellemzően a nagyobb birtokosok, illetve a nemesi haderők része voltak a nyílpuskások.

#### Méreg
Az ókori görögöknél a foltos bürök kivonatának (az ún. „bürökpohárnak”) az itatása az egyik kivégzési forma volt. Szókratészt is ezzel ölték meg.
A mérgek alkalmazása inkább a középkorban lett elterjedt. Rettegett Iván a megvádolt családtagjai esetében alkalmazta előszeretettel e módszert.

#### Selyemzsinór
A selyemzsinórral történő fojtás a török időkben volt szokásos. A szultán parancsát két küldött adta át az érintett személynek (valamely vezetőnek vagy előkelőségnek). A levélben szerepelt, pontosan milyen vétségért kell az elítéltnek életével fizetnie. Ez után magára hagyták szobájában, ahol ehetett, végrendeletet írhatott, örökre azonban nem maradhatott odabent: amint kilépett, nyakába került a selyemzsinór, és néhány perc múlva betelt a sorsa. Előfordult ugyan, hogy az elítélt (pl. az ablakon át) megszökött, azonban tartózkodási helye rövid úton a szultán embereinek tudomására jutott.

### Kínzással egybekötött módszerek

#### Bronzbika
Ennek a kivégzési módnak a lényege az volt, hogy egy üreges bikaszoborba zárták az elítéltet, majd tüzet gyújtottak a szobor alatt, így az illető gyakorlatilag élve megsült. A szoborban elhelyezett kürtnek köszönhetően a kivégzés áldozatának fájdalmas kiáltása a bika bőgéseként volt hallható. Fálarisz első ilyen áldozata állítólag maga a bikát megalkotó művész volt. A kivégzés az ókorból származik.

#### Keresztre feszítés
Elsősorban ókori kivégzési mód. Az elítélt kezeit és lábait fakereszthez szögelték (vagy kötözték), amit felállítottak, majd órákig, esetenként napokig hagyták szenvedni az áldozatot. A halál közvetlen oka a kifeszített test tüdejében összegyűlő víz volt, ami lassan megfojtotta. Ritkán a középkorban is volt rá példa.

#### Damnatio ad bestiarium
Az elítélteket nyilvános szórakoztató rendezvény keretében az arénában kiéheztetett vadállatok (főleg oroszlán, párduc, medve) elé vetették. A Római Birodalomban alkalmazott halálbüntetés-fajta volt, amely számos ókeresztény mártír legendáriumában szerepel – Szent Januáriusz püspököt például lefejezték a rómaiak, miután a főpap prédikációjával megszelídítette a ráuszított fenevadakat.

#### Máglyahalál
Az elítéltet egy rakás tűzifára állított faoszlophoz kötözték, amit meggyújtottak. Alkalmazása a középkori inkvizíció túlkapásaiból a legismertebb. Az áldozatot gyakran a füst, vagy az élve elégés előtt a hóhér fojtotta meg. A középkorban kegyelemből gyakran puskaporos zsákot raktak az elítélt nyakába, így a robbanás megkímélte a hosszas szenvedéstől. Alkalmazásával az újkorban többnyire felhagytak. A máglya ismert áldozatai Szent Johanna és Giordano Bruno, de a középkorban sok, koholt vérvád alá vont zsidót is megégettek Európában.

#### Megkövezés

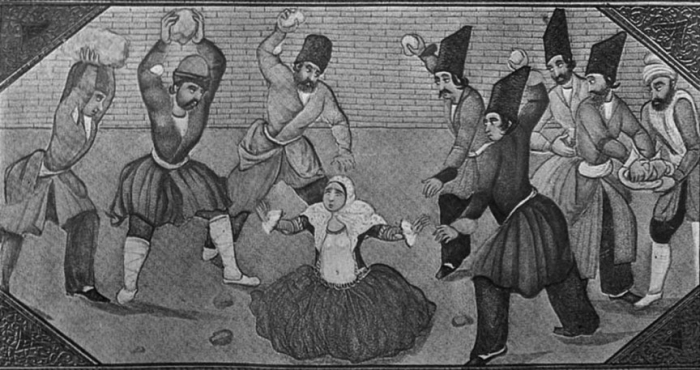
Megkövezés a középkorban

Az elítéltet a lakosság ökölnyi kövekkel "halálra dobálta". A nőket nyakig, a férfiakat csak derékig temették be a megkövezés előtt. Fájdalmas, akár órákon át tartó kínszenvedéssel járó halálnem.
A végrehajtáshoz az elítéltet megkötözik és derékig vagy nyakig a földbe ássák. Az iszlám egyik alapvető vallási vezérelve alapján végrehajtott megkövezések esetében a saría rendelkezik a végrehajtás részleteiről, például a kövek méretével kapcsolatban azt írja elő, hogy elég nagyok legyenek hozzá, hogy sérüléseket okozzanak, de ne legyenek akkorák, hogy az elítéltet azonnal megöljék. Sok iszlám hívő elutasítja azt a fundamentalista nézetet, hogy a Korán tanításából levezethető a nők megkövezésének gyakorlata, az ugyanis a társadalmi hagyományokban gyökerezik, azaz a férfiak joga a nők feletti teljes uralom. Ez a szunna (szokás, rendelkezés, hagyomány) azon tanításán alapul, amely szerint a nők hite és értelme alacsonyabb rendű a férfiakénál.
A kivégzési mód alapvetően az ókori közel-keletről eredeztethető, az összes közel-keleti civilizációban alkalmazták – az ókori zsidó államban is az akasztás mellett a másik kivégzési mód volt -, így az Ó- és Újszövetségben is több példa akad rá. Itt alapvetően az egész társadalomra károsnak gondolt bűncselekmények esetében alkalmazták, a Talio-elvvel összhangban ezt azzal szimbolizálták, hogy az ítéletet is a "társadalom" hajtotta végre.
Jelenleg a közel-keleti államok jogrendje csak akkor tartalmazza, ha az a saríára épül. A jogszerűen meghozott és végrehajtott megkövezés napjainkban ritka.

#### Kínai harang
Már az i. e. 1200. évből fennmaradt feljegyzések is említették, de használták a 20. század elején is, jellemzően Kínában. Az áldozatot egy harangba ültették, amelyet egy-egy ember egymást váltva kalapáccsal ütött. A büntetett megsüketült, idegrendszeri károsodásokat szenvedett, de gyakran elharapta a nyelvét, vagy szétmarcangolta önmagát. Ha az áldozat még élt a büntetés után, akkor lefejezték.

#### Karóbahúzás
Egy kihegyezett, 2,5-3 méteres nyársat a halálraítélt végbelébe helyeztek, majd folyamatosan tolva elvezették a gerincoszlop mellett. A kimeneti nyílás általában a lapocka és nyak között keletkezett, azonban egyes ábrázolások arról tanúskodnak, hogy a végrehajtók kivételes hozzáértése esetén a karó az áldozat száján, míg ha a műveletet elhamarkodták, úgy a mellkas vagy a has magasságában bújt elő. A büntetést mindig több hozzáértő, ereje teljében lévő férfiember végezte – esetenként állati erő bevonásával -, mivel a végrehajtáshoz igen komoly erőre volt szükség, valamint a farudat úgy kellett végigvezetni az elítélt testén, hogy életfontosságú belső szervei ne sérüljenek meg (a szív vagy a máj elrepesztése ugyanis az áldozat gyors halálát vonta volna maga után, márpedig a cél az elítélt haláltusájának minél hosszabbra nyújtása volt). A felnyársalt elítéltet a karóval felállították, majd a rudat kikötötték. Súlyosabb büntetést jelentett az, ha a lábak alá egy keresztrudat tettek, így a felnyársalt személy nem tudott lecsúszni a rúdon. A halál gyakran csak órák, néha napok múltán állt be, közvetlen oka a testet ért súlyos sokk és a folyamatos vérveszteség, vagy ha ez kevésnek bizonyult (és ezért az áldozat napokig szenvedett), akkor a vérmérgezés volt.

#### Kerékbe törés

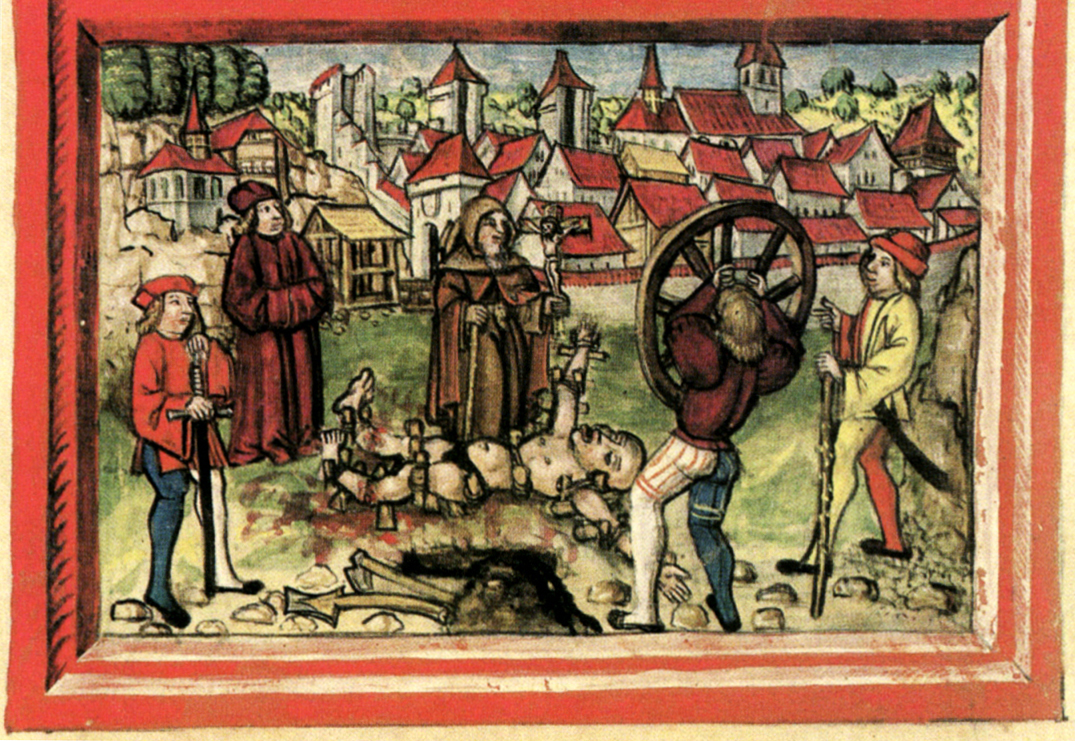
Kerékbe törés

A kivégzésre várót a földön karókhoz rögzítették, majd egy nehéz, vasalt keményfa vagy öntöttvas kerékkel a test legtöbb részét összetörték. Általában a végtagokkal kezdték, az áldozat a testét érő sokkhatás miatt egy idő után elájult. A végrehajtás azonban mindig a bírói ítélet rendelkezései szerint történt, így enyhébb esetben a hóhér már az első csapásokkal a test érzékenyebb részeit sújtotta, az áldozat gyors halálát okozva, míg máskor a végrehajtó szinte egyenként zúzta szét az elítélt csontjait, aki így szó szerint a kínok kínjával szembesült. A hóhér, megfelelő szakmai hozzáértése révén, ilyenkor is, mint mindig, gondoskodott arról, hogy – fellocsolással – az eszméletvesztés határát minél jobban kitolja. A kivégzés végeztével az összetört testet felkötözték a kerékre, majd láncokkal vagy kötelekkel magasba húzták.

#### Olajban kisütés, elevenen megfőzés
Az elítéltet egy kötélen lógva forró olajba engedték és csak akkor húzták ki, ha már meghalt.
A halál a leengedés után pár perccel beállt. Az elevenen megfőzésnél az áldozatot fürdésre vezényelték, és nem engedték ki a vízből (pl. botokkal visszakényszerítették), miközben a vizet fokozatosan melegítették, míg olyan forró nem lett, hogy az elítélt az égési sokkba bele nem halt. Ennek változata a forró vízbe mártogatás: előbb csak egy pillanatra merítették be az elítéltet, majd már mélyebbre és hosszabb időre, és így tovább, egészen addig, amíg az égési sérülései nem okozták a halálát. Megesett, hogy a forró vízbe lúgot öntöttek, vagy azt zárt teknőben forralták. A szenvedést fokozta, ha időnként hideg vizet öntöttek az elítélt fejére, kitolva az eszméletvesztés határát. Előfordult az is, hogy egyszerre két eretneket főztek meg, és fogadásokat kötöttek, hogy vajon melyikük fojtja vízbe a másikat.

#### Megnyúzás
Az egyik legfájdalmasabb kivégzési mód, mert az emberi testben a bőrben nagyon sok érzőideg található. A legtöbb alkalommal csak a testről vágták le a bőrt. A művelet elején késsel, vagy más éles tárggyal elvágták a bőrt, majd kézzel húzták tovább. Az áldozat a testet ért óriási sokkhatás, vagy a bőr eltávolítását követően fellépő fertőzés  miatt halt meg. Ha az áldozat – kivételesen erős fizikuma és páratlan fájdalomtűrő-képessége okán – még a teljes hát lenyúzását követően is életben, illetve tudatánál volt, a lenyúzott bőrt a csípő magasságában elvágták, majd a kegyetlen eljárás a combok bőrének lenyúzásával folytatódott.
A „Szíjat hasítok a hátadból!” szólásunk a hátbőr lenyúzásának egyik speciális változatára vezethető vissza. Ilyenkor a trapézizom mellett két függőleges csíkot ejtettek a háton a deréktájig, majd ezt a téglalap alakú bőrfelületet a nyaktól lefelé lehúzták az áldozat derekáig – azaz csak a háton lévő bőr egy részét nyúzták le. Súlyosabb esetben ez a folyamat lassan zajlott, ennek célja a még nagyobb fájdalom okozása volt.

#### Lovakkal szétszakítás (lovak általi felnégyelés)

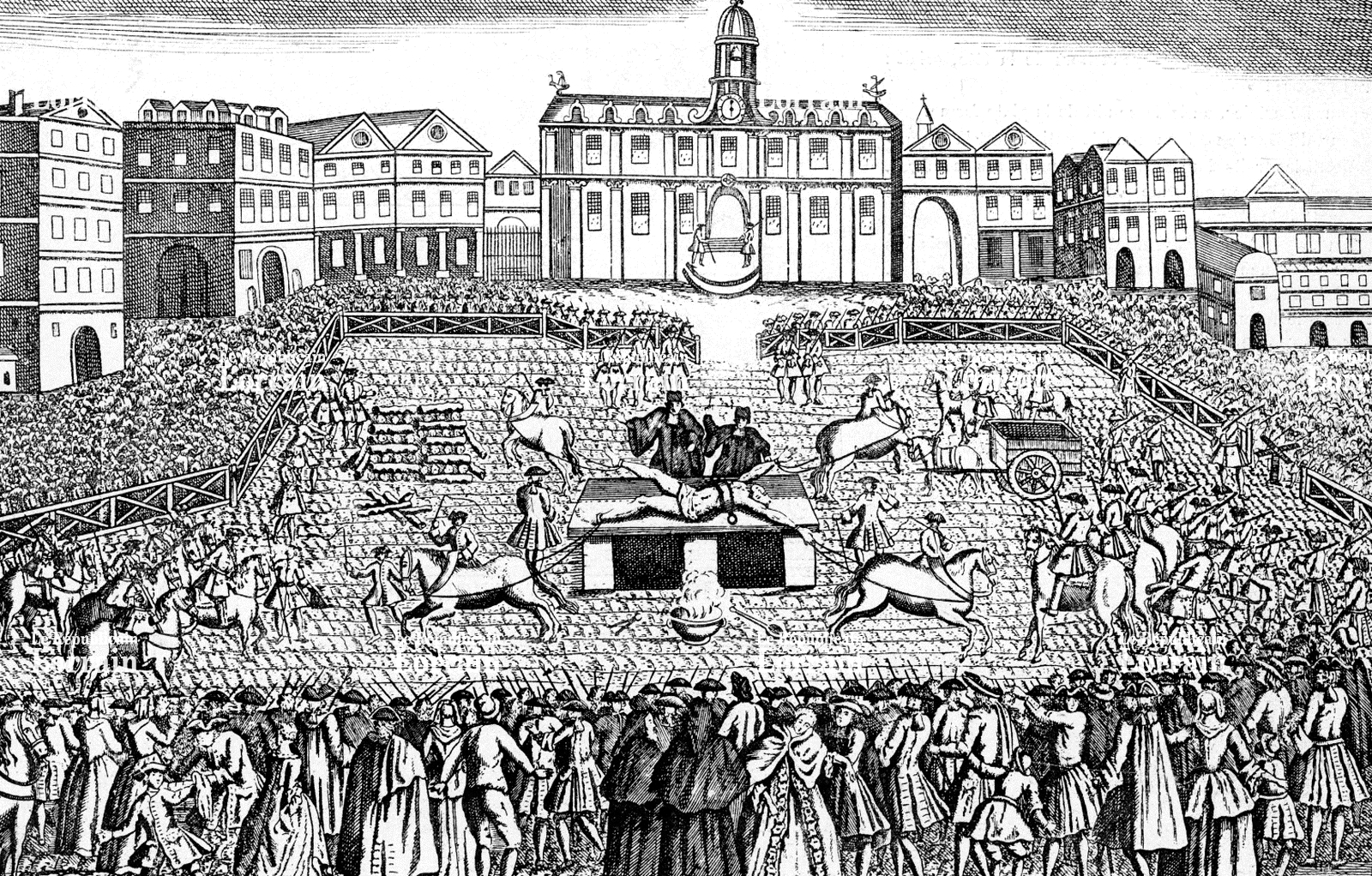
Robert-François Damiens kivégzése lovak általi felnégyeléssel, Párizsban 1757-ben

Az áldozat karjait és lábait egy-egy lóhoz kötötték, majd a lovakat egymással ellenkező irányban meghajtották. A négyfelé ható nagy erőhatásnak a test nem tudott ellenállni, és a végtagok leszakadtak. Így végezték ki II. Tupac Amaru inka szabadságharcost is a spanyolok ellen indított felkelés miatt. Előfordult persze itt is, hogy a végrehajtás elsőre nem sikerült, ezért a test kritikus pontjain a hóhér olykor bevágásokat ejtett, megkönnyítve ezáltal a lovak dolgát.

#### Felnégyelés

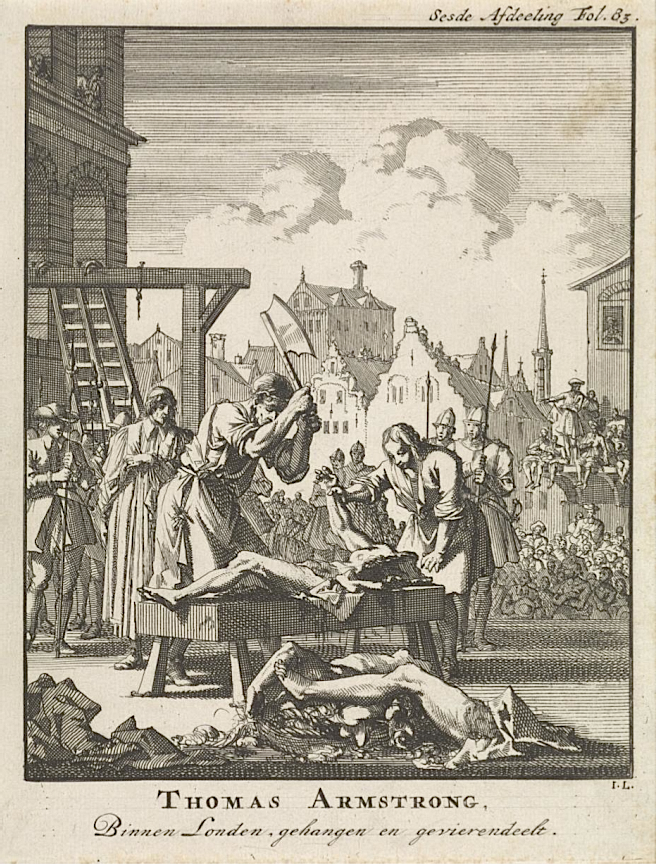
Felnégyelés (1683)

Elsősorban a főbenjáró politikai bűncselekmények elkövetőit bűntették így. A klasszikus értelemben vett felnégyelés jelenthette egyfelől a lovakkal történő szétszakítást, amikor a négy égtáj felé elindították az állatokat, másfelől a már kivégzett elítélt holttestének négyfelé vágását is. Ha a felnégyelést élő emberen – nem lovakkal – hajtották végre, akkor az a végtagok levágását jelentette. A felnégyelést gyakran kizsigerelés előzte meg. Igen ritkán előfordult, hogy egy kivételesen erős elítélt még akkor is életben volt, amikor már mind a négy végtagját levágták. Ekkor a hóhér, egyéb lehetőségeit kimerítvén, levágta az áldozat fejét.

#### Fűrész
Nem tévesztendő össze a felnégyeléssel. Az elítéltet először lábainál fogva egy hintához hasonló szerkezetre felakasztották, majd a markos hóhérok egy hatalmas fűrésszel elkezdték kétfelé vágni az elítélt testét. A fejjel lefele függés az agy kivételesen jó vérellátását eredményezte, így nem számított különlegesnek, ha az elítélt még akkor is tudatánál volt, amikor a fűrész már a mellkas magasságában járt.

#### Elefánt általi agyontaposás
A középkori Indiában maharadzsák által alkalmazott módszer. Az elefánt talpa igen érzékeny, képes sorba állított tojások között átmenni, anélkül, hogy azokat összetörné. A szelídített elefántokat ezért be tudták tanítani arra, hogy minél lassabban, "finomabban" zúzzák össze az elítélt fejét, fokozva ezzel a nyilvános kivégzések elrettentő hatását – ezt a gyakorlatot csak a brit gyarmati uralom második felében szüntették meg.

#### Halálra éheztetés, halálra szomjaztatás
Egyszerű és igénytelen, mégis roppant hatékony kivégzési mód, mely semmiféle eszközt vagy erőforrást nem igényel. Az éheztetés célja nem feltétlenül a halál volt, hanem gyakran kínzási módszerként alkalmazták. A halálra éheztetés alkalmazására a nácizmus és a sztálinizmus idején, a koncentrációs táborokban is gyakran sor került, a rabok közel fele éhen halt az elégtelen koszttól. Egyes munkatáborokban külön "éhségbunkerek" szolgáltak a halálra éheztetésre kijelölt fogvatartottak és más veszélyesnek ítélt rabok elkülönítésére (pl. Szent Maximilian Kolbe a 11-es blokkban).

#### Halálra etetés, halálra itatás
Az éheztetés és a hirtelen túletetés kombinálásának eredménye legtöbbször halál volt. Előfordult az is, hogy az elítéltet saját kedvenc ételével etették halálra. Az eledelekbe, italokba gyakran olyasmit – pl. üvegszilánkokat – kevertek, amely a bélcsatornába jutva súlyos belső sérüléseket okozott, fokozva az elítélt szenvedéseit.

#### Súlypróba
A megkötözött elítéltre deszkalapot, arra pedig köveket vagy súlyos vasöntvényeket tettek (peine forte et dure). A légzés nehezítettsége savasodáshoz, oxigénhiányos állapothoz vezetett, az elítélt ebbe halt bele. Az is előfordult, hogy az elítélt szenvedését úgy rövidítették meg, hogy további személyeket állítottak a deszkalapra, akik így saját súlyuk hozzáadásával gyakorlatilag agyontaposták az elítéltet.